# Mária Telkes
Mária Telkes (Budapest, 12 de diciembre de 1900- ibid. 2 de diciembre de 1995) fue una científica pionera e inventora húngara-estadounidense que trabajó en tecnologías de energía solar.

## Biografía
Telkes nació en Budapest, Hungría, en una familia de origen judío, y se trasladó a los Estados Unidos después de haber obtenido su doctorado en fisicoquímica.
Trabajó como biofísica en los Estados Unidos, y como investigadora en el Proyecto de Conversión de Energía Solar en el Massachusetts Institute of Technology.
Es conocida por inventar el primer generador termoeléctrico en 1947, y diseñó el primer sistema de calefacción solar para la Casa Solar de Dover (Massachusetts), diseñada por Eleanor Raymond, y el primer refrigerador termoeléctrico en 1953.
Fue una prolífica inventora de dispositivos termoeléctricos, incluyendo una unidad portátil de desalinización para uso en botes salvavidas, que utilizan energía solar y condensación para obtener agua potable por destilación solar. Una de sus especialidades fueron los materiales de cambio de fase, incluyendo sales fundidas para almacenar energía térmica. Telkes es considerada una de las fundadoras de los sistemas de almacenamiento de energía solar, siendo llamada la "reina solar" por ese motivo.
Se mudó a Texas en los años 1970, y asesoró a muchas compañías pioneras en el campo de la energía solar.